# Paracrocnida persica
Paracrocnida persica är en ormstjärneart som först beskrevs av J.B. Balinsky 1957.  Paracrocnida persica ingår i släktet Paracrocnida och familjen trådormstjärnor. Inga underarter finns listade i Catalogue of Life.